# Dobrica, Alibunar
Dobrica (izvirno srbsko Добрица) je naselje v Srbiji, ki upravno spada pod Občino Alibunar; slednja pa je del Južnobanatskega upravnega okraja.

## Demografija
V naselju živi 1.115 polnoletnih prebivalcev, pri čemer je njihova povprečna starost 45,2 let (42,8 pri moških in 47,7 pri ženskah). Naselje ima 494 gospodinjstev, pri čemer je povprečno število članov na gospodinjstvo 2,72.
To naselje je, glede na rezultate popisa iz leta 2002, v glavnem srbsko, a v času zadnjih treh popisov je opazno zmanjšanje števila prebivalcev.
|  |

| Demografija | Demografija     | Demografija     |
| Leto        | Št. prebivalcev | Št. prebivalcev |
| ----------- | --------------- | --------------- |
|             |                 |                 |
|             |                 |                 |
|             |                 |                 |
|             |                 |                 |
| 1948        | 2666            |                 |
| 1953        | 2632            |                 |
| 1961        | 2617            |                 |
| 1971        | 2376            |                 |
| 1981        | 2006            |                 |
| 1991        | 1621            | 1575            |
| 2002        | 1404            | 1344            |
|             |                 |                 |

| Etnična sestava po popisu iz leta 2002 | Etnična sestava po popisu iz leta 2002 | Etnična sestava po popisu iz leta 2002 | Etnična sestava po popisu iz leta 2002 | Etnična sestava po popisu iz leta 2002 |
| -------------------------------------- | -------------------------------------- | -------------------------------------- | -------------------------------------- | -------------------------------------- |
| Srbi                                   | Srbi                                   |                                        | 1.043                                  | 77,60%                                 |
| Romuni                                 | Romuni                                 |                                        | 177                                    | 13,16%                                 |
| Madžari                                | Madžari                                |                                        | 81                                     | 6,02%                                  |
| Makedonci                              | Makedonci                              |                                        | 9                                      | 0,66%                                  |
| Romi                                   | Romi                                   |                                        | 7                                      | 0,52%                                  |
| Hrvati                                 | Hrvati                                 |                                        | 6                                      | 0,44%                                  |
| Jugoslovani                            | Jugoslovani                            |                                        | 3                                      | 0,22%                                  |
| Slovaki                                | Slovaki                                |                                        | 2                                      | 0,14%                                  |
| Neznano                                | Neznano                                |                                        | 5                                      | 0,37%                                  |